# Berardius minimus
Il berardio di Sato (Berardius minimus Yamada et al., 2019), noto anche come berardio nero o berardio nano, è una specie di zifio poco conosciuta appartenente al genere Berardius diffusa nel Pacifico settentrionale.

## Descrizione
La colorazione è nera o grigio scura con una zona più chiara sull'estremità del rostro che risulta essere anche più corto rispetto a quello degli altri berardi, è frequente la presenza di cicatrici prodotte sia da conspecifici sia da morsi di squalo tagliatore. Le dimensioni sono decisamente inferiori rispetto al berardio boreale, con una lunghezza massima di 6,9 m; la pinna dorsale è di dimensioni ridotte e la coda manca di seno interlobare.

## Distribuzione
Abita nelle acque temperate e sub artiche del Pacifico settentrionale, la sua presenza è certa nella parte meridionale del mare di Okhotsk e nel mare di Bering (principalmente intorno alle isole Aleutine e in Alaska), mentre sono stati effettuati avvistamenti non confermati anche in Corea del Nord. Vista la frequente presenza di cicatrici provocate dallo squalo tagliatore, si ipotizza che possa essere stagionalmente presente anche in zone più meridionali.

## Conservazione
L'IUCN considera questa specie come prossima alla minaccia, in quanto la ritiene vulnerabile all'inquinamento sonoro, all'ingestione di plastica e alti rifiuti e alle uccisioni incidentali.